# Isomorfisme (química)
L'isomorfisme és una propietat de les substàncies pures que, essent químicament diferents, tenen unes mateixes característiques cristal·logràfiques. L'isomorfisme és un fenomen molt corrent en els minerals, i constitueix una de les bases de llur sistemàtica.

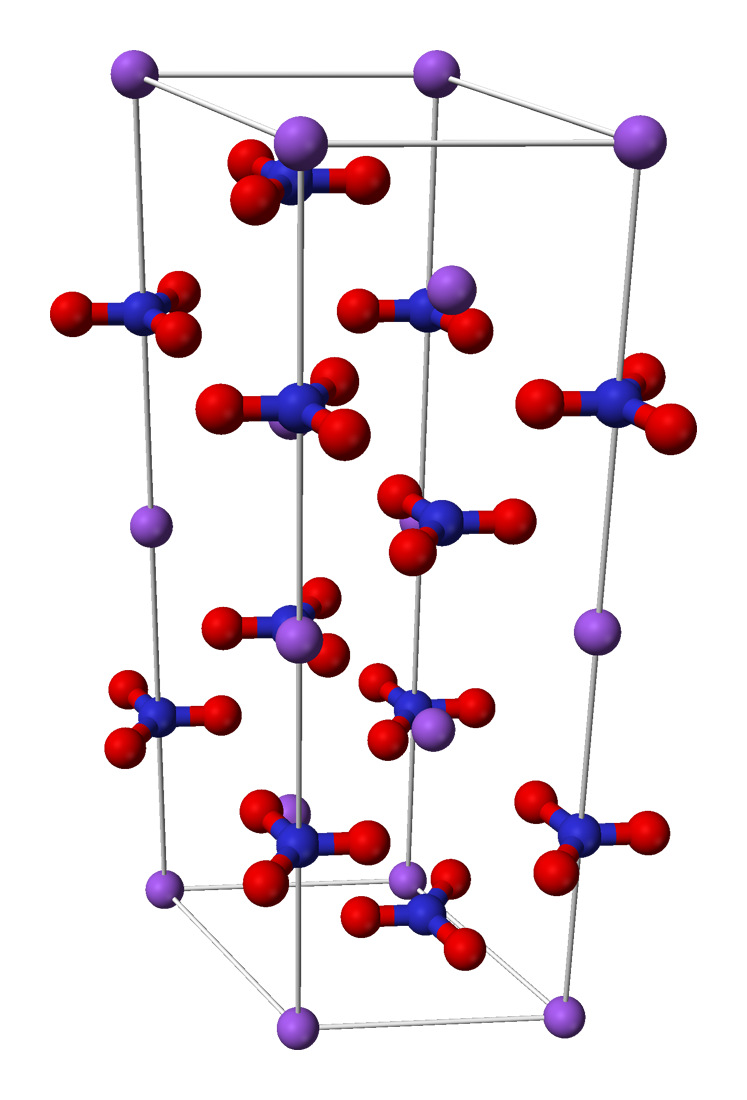
Estructura del NaNO₃
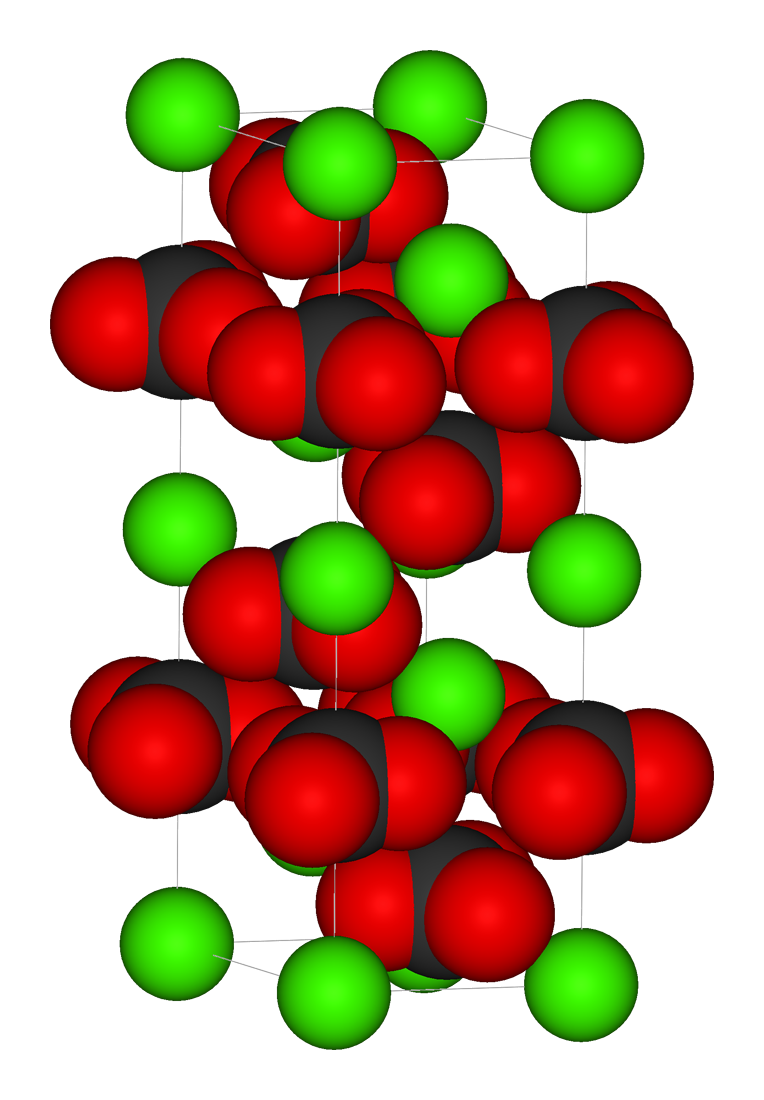
Estructura del CaCO₃

Un exemple típic de dues substàncies isomòrfiques són el nitrat de sodi, NaNO₃, i el carbonat de calci, CaCO₃, que tenen la mateixa estructura cristal·lina però propietats físiques molt diferents, com ara la duresa o la solubilitat en aigua.
L'isomorfisme en els minerals fou descobert el 1819 per part del químic alemany Eilhard Mitscherlich en observar que els fosfats i els arsenats d'un mateix metall poden adquirir la mateixa forma cristal·lina. Fou àmpliament utilitzat en la determinació de masses atòmiques relatives, ja que permetia deduir la fórmula d'un compost per comparació amb un altre compost isomorf de fórmula coneguda.